# 中心乡 (会东县)
中心乡，是中华人民共和国四川省凉山彝族自治州会东县下辖的一个已撤销的乡镇级行政单位。

## 行政区划
中心乡撤销前下辖以下地区：
郑家坝村、平安村、合作村、新乐村、建设村、云香村和福德村。